# Gerald Bull
Gerald Vincent Bull (Ontario, Canadá, 9 de marzo de 1928 - Uccle, Bélgica, 22 de marzo de 1990) fue un ingeniero canadiense que desarrolló la artillería de largo alcance. Cambiaba de proyecto constantemente en su 
búsqueda de apoyo financiero para el lanzamiento de un satélite por medio de una enorme pieza de artillería, la cual diseñó finalmente en el proyecto Babilonia para el gobierno de Irak. De acuerdo con la revista Slate, "Bull es conocido principalmente por haber sido asesinado por el Mossad", hecho que tuvo lugar fuera de su apartamento en Bruselas, Bélgica.

## Educación

### Primeros años
Gerald Vincent Bull nació en la ciudad canadiense de North Bay, Ontario. Sus padres fueron George Bull, abogado, y Gertrude Isabelle LaBrosse. La familia Bull provenía de Trenton (Ontario) y George se había mudado a North Bay porque quería crear una firma de abogados. La familia LaBrosse había ayudado a crear el área minera en Sudbury y North Bay. Como Bull era anglicano, se les prohibió a ambos el matrimonio católico. La diócesis de Sudbury recibió un documento que mostraba que Bull se había convertido al catolicismo el 20 de febrero de 1909 y la pareja se casó tres días más tarde. Por esta razón, La familia de Bull no aceptó a su hijo por décadas. En unos años, la pareja tuvo diez niños: Bernice Gwendolyn Florence, Henry, Philis, Charles Esmond, Clyde, Vivian, Ronald, Frank, Gerald, y, finalmente, Gordon.
La firma de Bull tuvo éxito en North Bay, y a él le ofrecieron el puesto de cónsul del rey el 8 de marzo de 1928. Su riqueza personal se había incrementado por la herencia de varias propiedades de la familia en Trenton. La familia se encontraba bien acomodada, y Bull podía hacer sus investigaciones para su futuro. Sin embargo, todo esto iba a cambiar por el Crack del 29 y la Gran Depresión. El norte de Ontario, con su expansión reciente gracias a la minería, sufrió la crisis y el 80% de los negocios en North Bay quebraron.  Dentro de un año los préstamos de Bull se habían gastado, y la familia tuvo que mudarse a Toronto para buscar trabajo.
Al año siguiente Gertrude sufrió complicaciones mientras daba luz a Gordon, y unas semanas después falleció, el 1 de abril de 1931. George sufrió una crisis nerviosa y empezó a beber en exceso, regresando a Trenton y dejando los niños al cuidado de su hermana, Laura, una enfermera jubilada,pues George estaba deprimido y había caído en el alcoholismo. Laura fue víctima de un cáncer y murió en el verano de 1934. Al año siguiente, los bancos hipotecaron la casa familiar. Ese mismo año, George, a la edad de 58, conoció a Rose Bleeker, se casó con ella, y regresó a Toronto con ella. Dando a los niños a varios familiares, Gerald terminó con su hermana mayor, Bernice.
En el verano de 1938, Gerald fue enviado con otros familiares a pasar las vacaciones, su tío materno Philip LaBrosse y su esposa Edit. Habían ganado la lotería Irish Sweepstakes en 1931 y la pareja tenía una economía relativamente buena. Gerald mostraba poco cariño hacia ellos, pero evidencias demuestran que el quería continuar con ellos después de las vacaciones. Habían planeado unas vacaciones juntos, sin embargo, Gerald fue enviado a una escuela masculina regentada por la orden Jesuita, el Colegio Regiopolis en Kingston. Aunque era demasiado joven para asistir, por razones desconocidas (probablemente una gran donación) fue admitido. En 1938, empezó a asistir, pasando sus veranos con los LaBrosse. Durante su tiempo de ocio, tomó el hábito de construir aviones con madera balso, finalmente por sus diseños, ingresó como miembro del club de diseño de modelos de la escuela. Los LeBrosse se mudaron a Toronto y Gerry asistió a una escuela católica local por un año, pero después regresó a Regiopolis hasta su graduación en 1944.

### Universidad
Después de graduarse, Bull ingresó en la Universidad de Queen, con esperanzas de ingresar eventualmente a la escuela de entrenamiento del oficial. Philip LeBrosse tenía grandes planes, y visitó la Universidad de Toronto con la intención de que Bull estudiara allí. Le escribió a Bull, quien estaba en Kingston, habiendo encontrado un cuarto en la escuela de medicina. Bull declinó la oferta y en cambio le preguntó a LeBrosse si había cupos disponibles para el nuevo curso de ingeniería aeronáutica. Ya que el departamento era nuevo, tenía reglas duras y rápidas para el ingreso, y estaba dispuesto a entrevistar a Bull así tuviera 60 años. Después de verlo en persona, fue aceptado para el programa universitario. Documentos y recopilaciones de compañeros de estudio y sus profesores mostraron aprecio por su inteligencia. Un profesor observó que "él no sobresalía". Graduándose en 1948 como el promedio, Bull tuvo un empleo en Avro Canada.
Más tarde ese año la universidad abrió un nuevo sistema de aerodinámica, (Ahora Instituto de Estudios Aeroespaciales) bajo la dirección del Dr. Gordon Patterson. El instituto operó con un presupuesto muy reducido y solo alcanzaba para emplear a doce estudiantes. Aceptando tres un año por un período de cuatro años fundado por el Comité de Investigación de Defensa (DRB). Bull se presentó y fue aceptado por recomendación personal de Patterson, ya que pensaba que cualquier carencia académica sería reemplazada por la gran energía de Bull. Pronto Bull estuvo acompañado por su compañero Hellow Henshaw, y a los dos se les asignó la tarea de construir un túnel de viento supersónico, el cual en ese tiempo era un dispositivo raro. Los dos se quedaban sin espacio para construir, y pronto tuvieron que romper la oficina de Patterson, invadiendo silenciosamente en su espacio y eventualmente pararse en su escritorio para ajustar el dispositivo.
Los problemas se volvieron cada vez más complejos cuando la Real Fuerza Aérea Canadiense donó un terreno contiguo del RCAF Station Downview al Instituto y las operaciones fueron rápidamente trasladadas. Durante la construcción, Bull usó el dispositivo para la base de su tesis de maestría del 15 de septiembre de 1949, en el diseño y construcción de túneles de viento avanzados. El túnel fue un dispositivo destacado en la apertura del nuevo terreno del Instituto, luchando todas las noches para conseguir el máximo desempeño para la presentación, en la cual estaba el Decano Kenneth Tupper quien se unió después de conducir y ver las luces encendidas. El trabajo terminó a las 3:30 de la mañana, pero el equipo estaba demasiado exhausto para probarlo. El siguiente día Air Marshal Curtis presionó el botón y nada sucedió, pero Patterson reaccionó rápidamente y lo presionó más duro, haciendo que este trabajara perfectamente. 
A su vez, Bull había terminado su tesis de PhD, sobre el mismo tema, cuando una solicitud en el 1950 del DRB (Comité de Investigación de Defensa) solicitando ayuda para la aerodinámica del misil Velvet Globe.  No había dinero disponible para pagar al "voluntario", quien habría de seguir en su PhD. Patterson eligió a Bull para el puesto. Esto le daría un período fructífero de trabajo en la Departamento de desarrollo para el Armamento e Investigación Canadiense (CARDE por sus siglas en inglés).

### Carrera
El CARDE, fue fundado inicialmente como una unión Canadiense-Británica para estudiar artillería y balística, en un esfuerzo para organizar los recursos intelectuales de Canadá, también como un lugar para el desarrollo de tecnología británica fuera del alcance alemán durante la Segunda Guerra Mundial. Fue desarrollado en un área de entrenamiento militar y rango de artillería afuera de Valcartier, en el noroeste de la Ciudad de Quebec, CARDE fue uno de un sinnúmero de divisiones de investigación del DRB que fueron fundados en la posguerra. CARDE estaba investigando sobre vuelos supersónicos y una variedad de proyectos de cohetes y misiles cuando a Bull se le había solicitado unirse. Bull pidió construir un túnel de viento para su investigación, pero sus sugerencias fueron rechazadas porque era muy costoso así que él tuvo que hacer todo su trabajo en papel.
Tropezándose en los cálculos cada vez más, el artillero de CARDE sugirió que se podrían solucionar estos problemas al disparar armas de modelos existentes para recoger datos reales. Esto fue la introducción de Bull a la artillería. Un antiguo Ordnance QF 25 pounder (prácticamente una versión canadiense) el cual no podía produce un ánima lisa de seis pulgadas. Tomando una idea de Inglaterra en 1916, las tarjetas se pusieron en un recipiente con los modelos a escala del misil disparado a través de ellos. De cierta manera esta técnica fue superior a los túneles de viento, ya que le permite una medición directa de influencias reales en la trayectoria, algo que no podría calcularse de otra manera. Desafortunadamente, reducir la información recolectada a una trayectoria matemática para aproximarse en contra de la teoría del cálculo es difícil. El rango finalmente desarrollado fue de 1000-pies de largo con paredes y trinchera cubierta con tarjetas de colgar cada diez pies hacia abajo de su longitud.
Bull estuvo en CARDE por poco tiempo antes de defender su tesis en marzo de 1951, a la edad de 23 años se convirtió en el PhD graduado más joven en toda la historia del instituto, récord que aún sigue en pie hoy. El regresó al CARDE, ahora en la nómina del DRB, y continuó trabajando en instrumental de armas. En uno de esos viajes, en 1953, él y un amigo se detuvieron en Charny después de un día de pesca para dejar algo de su pesca en la casa del doctor local. Bull conoció a Noemi "mimi" Gilbert, la hija del doctor, y empezaron a salir. Dado el horario de trabajo de Bull, raramente se podían ver, aunque se comprometieron en febrero de 1954 y se casaron el 15 de julio de ese mismo año. El Dr. Gilbert le regaló a la pareja una pequeña casa como regalo de matrimonio. Mimi dio luz a su primer hijo, Phillipe, el 3 de julio de 1955, y a Michael, en noviembre de 1956.
En 1954 Bull decidió que un túnel de viento era demasiado importante como para ignorar, Incluso si él no podía organizar el financiamiento por parte del DRB. En vez de eso, consiguió que lo escucharan profesores de la Universidad Laval en Quebec, y Bull y unos estudiantes graduados empezaron a trabajar en un túnel similar al que él había construido en la Universidad de Toronto. Empezaron en el verano de 1955 y fueron capaces de terminarlo rápidamente el 4 de marzo, costando solamente $6000, como resultado de usar chatarra para muchas de sus partes.
El trabajo de Bull tomó la atención del público el 20 de mayo de 1955 en el Toronto Telegram, con el titular, Descubierta arma canadiense que dispara misiles a 4500 millas por hora. Luego, Bull mejoró la capacidad de recolección de datos del sistema al desarrollar un sistema telemetrico que podría instalarse en los modelos. Los empleados del DRB pensaron que la idea era inviable y lucharon para que no fuese financiada, pero Bull le rogó al departamento financiero para avanzar en el desarrollo del proyecto. Ahora todo el trabajo de Bull (armas de alta velocidad de ánima lisa, casquillos que mejoraban la eficiencia, y electrónica) estaba completo.
Finalizado el globo Velvet 1956, el DRB puso su atención en misiles antibalísticos. El arma de Bull no era suficientemente rápida para usarse en este proyecto por lo que se le adaptó un "sabot" para mejorar su eficiencia. Entonces Bull pasó a la investigación hipersonica y el estudio de infrarrojos y cortes transversales de radar para la detección. Pero como los esfuerzos de investigación eran solamente para las heridas de la época de la posguerra, se redujo dramáticamente la financiación del grupo Inglés-Canadiense del CARDE, pasando finalmente solo a manos Canadienses. El gobierno Canadiense siguió haciendo recortes presupuestarios. Bull habló sobre este tipo de acontecimientos, diciendo que el gobierno liberal actual estaba liderado simplemente por "Abogados de segunda y agentes de bienes raíces".
Durante este período el CARDE fue visitado por un equipo de los Estados Unidos, que incluía al General Arthur Trudeau, quien estaba extremadamente impresionado por el trabajo de Bull. Trudeau fue director de la investigación y desarrollo de la armada de los Estados Unidos, quien trato de hacer algo parecido en la base de Aberdeen bajo la dirección del Doctor Charles Murphy. Construyeron la parte análoga del arma de Bull usando un arma de 5 pulgadas (130 mm) y en el 1961 empezaron a lanzar disparos sobre el Atlántico. El equipo usó un radar controlador de disparos del misil Nike Hercules para rastrear las municiones, el cual alcanzó una altura de hasta 130 000 metros.
Cerca de la misma época, Bull y Murphy iniciaron una discusión sobre la idea de crear sus armas para los aviones. Ambos empezaron a trabajar en la idea, pero Bull venció a Murphy cuando disparó exitosamente un modelo de su arma en el Gloster Javelin y tomó fotos que mostraban claramente espirales supersónicas. Bull usó el mismo método cuando trabajaba en el Avro Narrow, descubriendo una inestabilidad que lo llevó al uso de un sistema que reafirmara para la estabilidad. Sin embargo, el trabajo en el Arrow pronto fue cancelado por mala fama, lo cual enojó a Bull.
Con la atención puesta en el espacio después del lanzamiento del Sputnik en 1957, Bull filtró una historia que Canadá muy pronto se enteraría, al colocar una pistola de alta velocidad en la ojiva de un misil Redstone del Ejército de EE. UU. La historia fue completamente inventada, pero tuvo mucha repercusión cuando llegó a los periódicos el 22 de abril de 1958. Después de la publicación de la historia salió el primer ministro John Diefenbaker diciendo que "Hay algún fundamento para la historia, pero no hay nada de verdad en ello ". Esto condujo a la apatía de varios de los superiores de Bull. Cuando la prensa fue invitada a visitar el CARDE, la Canadian Broadcasting Corporation emitió un parte sobre mucho del trabajo del CARDE el 11 de mayo, incluyendo pequeñas secciones sobre las armas de Bull y de su trabajo en detección Infrarroja y sistemas antibalísticos.
En 1961 Bull se retiró del CARDE.

### HARP
En el otoño de 1961, Bull visitó a Murphy y a Trudeau en Aberdeen y les pudo interesar la idea de investigar sobre armas de misiles, una tarea que de otra manera sería muy cara y ardua para los cohetes. Acordaron financiarlo para el proyecto HARP (no confundir con HAARP). La fuerza naval de los Estados Unidos les suministró un arma acorazada de 16 pulgadas, y además un contrato de la Oficina de Investigación Naval para que fuese rediseñada un arma. El contrato era de solo $2.000.

### Corporación de Investigación Espacial
Bull pasó todos los recursos a una nueva compañía al invocar una cláusula en el contrato original con McGill que los requería para regresar a su condición natural. Se invirtieron cientos de miles de dólares a un proyecto que no había retribuido su inversión, McGill se retiró con una opción para Bull, Crear una nueva compañía, Corporación de Investigación Espacial (Space Research Company, en inglés), Bull se convirtió en un consultor internacional, operada en Vermont y Quebec. Un número de contratos de Canadá y la milicia de Estados Unidos ayudó al inicio de la compañía.

### European Poudreries Réunies de Belgique
Bull dejó Canadá y se mudó a Bruselas, donde estaba una filial SRC (Corporación de Investigación Espacial), European Poudreries Réunies de Belgique. Bull continuó trabajando con el diseño de la munición ERFB, desarrollando un rango desde cualquier arma existente. Varias compañías diseñaron actualizaciones para trabajar con armas más antiguas, como la M114 155mm howitzer, que combinaba una nuevo cañón del M109 con la munición ERFB para producir un arma mejorada con costo relativamente más bajo.

## Muerte
En ese tiempo, Bull estaba trabajando en el proyecto del misil Scud, haciendo cálculos para la nueva ojiva que se necesitaba para las velocidades y temperaturas tan altas a que iba a ser sometido el misil. Empezó a sufrir amenazas anónimas sugiriéndole que parara de trabajar en los misiles. Durante los siguientes meses el apartamento de Bull era arrasado pero nada le robaban. Dejó de trabajar en el proyecto pero en marzo de 1990 le dispararon cinco veces en la cabeza y en el cuello mientras llegaba a la puerta de su apartamento en Bruselas, se dice que fue asesinado por el Mossad.
Gerald Bull había trabajado en tantas partes y en proyectos tan delicados que se convirtió en un blanco para varios grupos al mismo tiempo; sin embargo, el proyecto que más amenazas le significó, fue el del mejoramiento de los mísiles Scud irakíes, algo que preocupaba a Israel, y por lo cual haría de todo para detenerlo.
El proyecto del Superarma se detuvo cuando sus partes fueron incautadas por Aduanas del Reino Unido en noviembre de 1990, y gran parte de los proyectos de Bull regresaron a Canadá. El arma de pruebas más pequeña fue destruida en la guerra del Golfo.